# Semaeopus lunifera
Semaeopus lunifera är en fjärilsart som beskrevs av W. Warren 1897. Semaeopus lunifera ingår i släktet Semaeopus och familjen mätare. Inga underarter finns listade i Catalogue of Life.